# Sabá H. Sueyro
 (février 2011).
Si vous disposez d'ouvrages ou d'articles de référence ou si vous connaissez des sites web de qualité traitant du thème abordé ici, merci de compléter l'article en donnant les références utiles à sa vérifiabilité et en les liant à la section « Notes et références ».
Saba H. Sueyro (1889-1943) est un militaire argentin appartenant à la marine, où atteint le grade de contre-amiral. Il est de facto vice-président de la Nation, avec le président Pedro Pablo Ramírez, durant la Révolution de 1943 qui renverse le président Ramón Castillo. 

## Biographie
Le 19 août 1941, Saba Sueyro est nommé, avec le général Eduardo T. Lapez, à la tête d'une mission diplomatique, connue sous le nom « mission Lapez-Sueyro », dont l'objectif était d'obtenir une aide militaire américaine. La mission arriva à Washington en décembre 1941, quelques jours seulement après l'attaque japonaise sur Pearl Harbor qui changea profondément les relations entre l'Argentine et les États-Unis. La mission se termina par un désaccord profond qui marqua le début des tensions entre les deux pays au cours des années à venir. 
Dans les années 1940, Saba Sueyro intègre un groupe de conspirateurs, dirigé par le général Arturo Rawson, connu sous le nom des « Généraux de Jousten » du nom de l’hôtel-restaurant situé à l’angle des rues Corrientes et 25 de Mayo à Buenos Aires où ils se rencontrent. Le groupe comprend également des soldats qui occupent par la suite des postes élevés dans le gouvernement issu du coup d'état : le général Diego I. Mason (agriculture) et le contre-amiral Benito Sueyro (marine), frère de Saba Sueyro. Le chef Ernesto Sammartino (DUC) fait également partie du groupe en tant qu'opérateur civil. Il est convoqué par Rawson après le coup d’état afin d’organiser le cabinet, mais quand il arrive à la Casa Rosada, personne ne veille à prévenir Rawson de sa présence dans la salle d'attente. Après avoir attendu un délai raisonnable, il se retire chez lui. 
Après le coup d’état, il est nommé vice-président, mais il meurt quelques mois plus tard, en octobre 1943. Il est remplacé dans ses fonctions par le général Edelmiro Farrell.